# Gabriella Germani
Gabriella Germani (Sora, 20 aprile 1969) è un'imitatrice e attrice italiana.

## Biografia
Dopo gli studi classici si laurea in giurisprudenza, presso l'Università degli Studi di Roma "La Sapienza", con una tesi sul tema "Il diritto alla dignità del lavoratore". Esordisce in TV nel 1996 nel programma di Canale 5 Sotto a chi tocca, classificandosi prima, condotto da Pippo Franco.
Ben presto si dà all'imitazione dei vip. Tra le sue imitazioni ci sono quelle di: Mara Venier, Valeria Marini, Simona Ventura, Alessandra Mussolini, Michela Vittoria Brambilla, Monica Setta, Emma Bonino, Maria De Filippi, Serena Dandini, Monica Bellucci, Emanuela Folliero, Manuela Arcuri, Loretta Goggi, Lilli Gruber, Francesca Fagnani, Tosca D'Aquino, Mara Carfagna, Dolores O'Riordan, Anna Oxa, Carmen Consoli, Antonella Ruggiero, Barbara Palombelli, Ela Weber, Bice Valori, Daria Bignardi, Laura Boldrini e Lucia Azzolina.
Notata da Pier Francesco Pingitore, conduce Saloon, nelle vesti di Daria Bignardi nel 2001 su Canale 5. Nel 2002 fa parte del cast Convenscion su Rai 2. Lavora a Viva Radio2, con Fiorello e Marco Baldini dal 2001 al 2007. Fa parte del cast di Domenica in nel 2002, per poi passare a Mai dire Domenica con la Gialappa's nello stesso anno, dove rimane fino al 2004. Nel 2004 fa parte del cast di SuperCiro. Nel 2005 è spesso ospite da Mara Venier a Domenica In.
In seguito lavora con Piero Chiambretti a Markette su La 7 ed è ospite fissa del Dopofestival di Sanremo 2007, sempre a fianco di Piero Chiambretti. Nello stesso anno è in nomination come personaggio rivelazione, in gara con Flavio Insinna e Antonello Piroso, al "premio Regia Televisiva" su Rai 1. Nel 2008 fa parte del cast di Artù, con Gene Gnocchi. Sempre nel 2008 è in teatro, insieme a Francesca Reggiani nello spettacolo di Walter Lupo Ne' capi, ne' code.
Nel 2009 è ospite fissa di Vincenzo Salemme nel programma Da Nord a Sud e ho detto tutto su Rai 1. Nell'aprile 2010 è nel cast comico dello show Voglia d'aria fresca, condotto da Carlo Conti su Rai 1. Diverse volte è stata ospite di Matrix. Dal 2012 è in teatro con il One woman show Basta con le solite facce!. Nel 2014 conduce, in coppia con Gianni Ippoliti, la 3ª puntata dello Zecchino d'Oro. Nello stesso anno è la rivelazione del programma satirico Fuori programma, con Fiorello su Rai Radio 1.
Nel 2015, per la "Giornata Internazionale della Donna", è ospite della presidente della Camera, Laura Boldrini, presso la Camera dei deputati, dove è protagonista di un piccolo show di satira politica: "Gabriella Germani e le sue donne: le altre facce della politica". Nel 2016 è ospite fissa di Edicola Fiore, con Fiorello. Nel 2017 è la co-conduttrice della XXXIII edizione del Festival Nazionale dell'umorismo Cabaret, Amore Mio! che si svolge ogni agosto nella città di Grottammare. Nel 2018-2019 collabora alla trasmissione di Fiorello, Il Rosario della sera su Radio Deejay, con, fra l'altro, le imitazioni di Barbara D'Urso e Elisa Isoardi.

## Televisione
- Sotto a chi tocca (Canale 5, 1996) – concorrente
- Saloon (Canale 5, 2001)
- Convenscion (Rai 2, 2002)
- Domenica in (Rai 1, 2002, 2005, 15 settembre 2019)
- Mai dire Domenica (Italia 1, 2002-2004)
- SuperCiro (Italia 1, 2004)
- Markette (LA7, 2004-2008)
- DopoFestival (Rai 1, 2007)
- Artù (Rai 2, 2008)
- Da Nord a Sud e ho detto tutto (Rai 1, 2009)
- Voglia d'aria fresca (Rai 1, 2010)
- Zecchino d'Oro (Rai 1, 27 novembre 2014)
- Edicola Fiore (Sky Uno, 2016)
- Cartabianca (Rai 3, 2016-2017)

## Radio
- Viva Radio2 (Rai Radio 2, 2001-2007)
- Fuori programma (Rai Radio 1, 2014)
- Il Rosario della sera (Radio Deejay, dal 2018)

## Teatro
- Né capi, né code (2008)
- Basta con le solite facce! (2012)

## Filmografia

### Cinema
- Posti in piedi in paradiso, regia di Carlo Verdone (2012)